# Atrakta z Killaraghtu
Svatá Atrakta z Killaraghtu či Abaght, Adhracht nebo Araght byla v 6. století irská šlechtična, řeholnice a abatyše.
Narodila se v 5. století v hrabství Sligo do šlechtické rodiny. Už v raném věku toužila po zasvěceném životě. Své řeholní sliby složila do rukou svatého Patrika v Coolavinu. 
Spolu se svatým Patrikem pracovala na konverzi Irska a stala se poustevníci v Drumconnellu v hrabství Roscommon.
V Killaraghtu založila hospic který fungoval až do roku 1539 a v hrabstvích Galway a Sligo založila několik klášterů a kostelů. Kláštery fungovaly jako nemocnice a ona je někdy uváděna jako zázračná léčitelka.
Její svátek se slaví 11. srpna.